# Angopygoplus
Angopygoplus is een geslacht van hooiwagens uit de familie Assamiidae.
De wetenschappelijke naam Angopygoplus is voor het eerst geldig gepubliceerd door Lawrence in 1951. 

## Soorten
Angopygoplus is monotypisch en omvat slechts de volgende soort:
- Angopygoplus dentichelis